# Нижні Рівні
Нижні Рівні — село в Україні, у Чутівській селищній громаді Полтавського району Полтавської області. Населення становить 183 осіб.

## Населення

### Мова
Розподіл населення за рідною мовою за даними перепису 2001 року:
| Мова       | Кількість | Відсоток |
| ---------- | --------- | -------- |
| українська | 176       | 96.18 %  |
| російська  | 7         | 3.82 %   |
| Усього     | 183       | 100 %    |

## Географія
Село Нижні Рівні знаходиться на правому березі річки Коломак, вище за течією на відстані 3 км розташоване село Гришкове, на протилежному березі — селище Чутове. На відстані 1 км розташоване село Верхні Рівні. Поруч проходить автомобільна дорога М03.

## Історія
12 червня 2020 року, відповідно до розпорядження Кабінету Міністрів України № 721-р «Про визначення адміністративних центрів та затвердження територій територіальних громад Полтавської області», село увійшло до складу Чутівської селищної громади.
19 липня 2020 року, в результаті адміністративно — територіальної реформи та ліквідації Чутівського району, село увійшло до складу новоутвореного Полтавського району.